# Nativisme (politiek)
Nativisme is politiek beleid dat belangen van een inheemse bevolking bevordert boven die van immigranten.  
Volgens Joel S. Fetzer komt dit verzet tegen immigratie meestal vanuit spanningen rondom nationale, culturele of religieuze identiteit.
Argumenten die gegeven worden zijn:
- Overheidsuitgaven: Het zou de overheidsuitgaven te veel kosten door een druk op de verzorgingsstaat. Sommige economen zijn echter van mening dat immigranten vaak meer bijdragen dan ze kosten, omdat ze vaak binnenkomen op een werkgerechtigde leeftijd, alles hangt echter af van scholingsgraad en arbeidsmarkt.
- Taal: Immigranten zouden de taal niet spreken en zouden zichzelf isoleren in eigen gemeenschappen.
- Werkgelegenheid: ze zouden banen afpakken van de inheemse bevolking of de lonen omlaag halen.
- Patriottisme: immigranten zouden de nationale identiteit en eenheid kunnen verzwakken.
- Grondstoffen: immigranten zouden door hun toegevoegde consumeren nog meer een druk leggen op schaarse grondstoffen.
- Overbevolking: er zouden te veel mensen binnen een land zijn.
- Cultuur: een immigratiegroep zou de inheemse cultuur kunnen vervangen voor de hunne.
- Woonruimte: immigranten zouden een schaarse woningvoorraad nog overbevraagder kunnen maken.